# Lauren Cole Sallan
Lauren Sallan es una académica estadounidense que dirige la Unidad de Macroevolución en el Instituto de Ciencia y Tecnología de Okinawa y anteriormente fue profesora adjunta de la Cátedra Martin Meyerson en Estudios Interdisciplinarios en la Universidad de Pensilvania. Es una paleobióloga que utiliza el análisis de big data para estudiar la macroevolución. Es catedrática de TED y tiene dos charlas en esa organización, con casi tres millones de visitas en 2022.

## Primeros años y educación
Sallan nació en Chicago. Estudió biología en la Florida Atlantic University y se graduó con una licenciatura en Ciencias, cum laude, en 2003, y una maestría en Ciencias en Biología en 2007 Luego obtuvo una maestría en Ciencias en Biología de Organismos y un doctorado en Biología Integrativa por la Universidad de Chicago.

## Carrera

### Investigación
Sallan ha estudiado extinción del Devónico final, una etapa crítica en la evolución de los vertebrados. Descubrió que el evento Hangenberg fue inmensamente importante para la biodiversidad moderna y un cuello de botella en la historia evolutiva de los vertebrados. Durante su doctorado estudió los fósiles de peces que se diversificaron alrededor del momento de un evento de extinción, encontrando que las características de la cabeza se diversificaron antes que las formas del cuerpo. El trabajo fue cubierto en The New York Times, The Washington Post y Motherboard. Después de completar su doctorado, Sallan se unió a la Sociedad de Becarios de Michigan en la Universidad de Míchigan También estudió la evolución temprana de los peces con aletas radiadas, incluida una forma temprana con una columna vertebral similar a la de un tetrápodo.

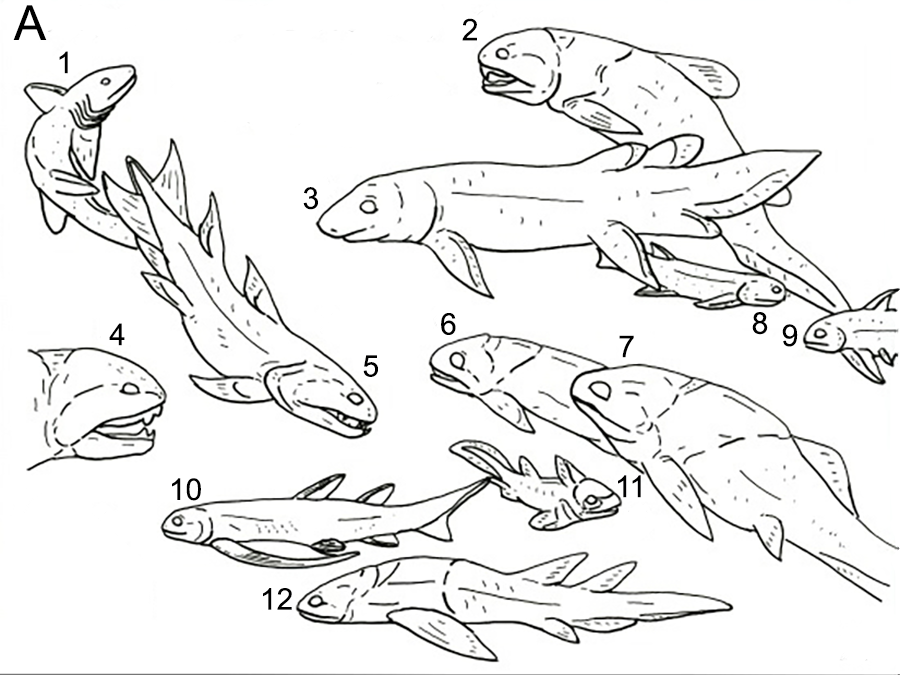
Los peces devónicos de Míchigan: de su artículo de 2018 con Jack Stack.

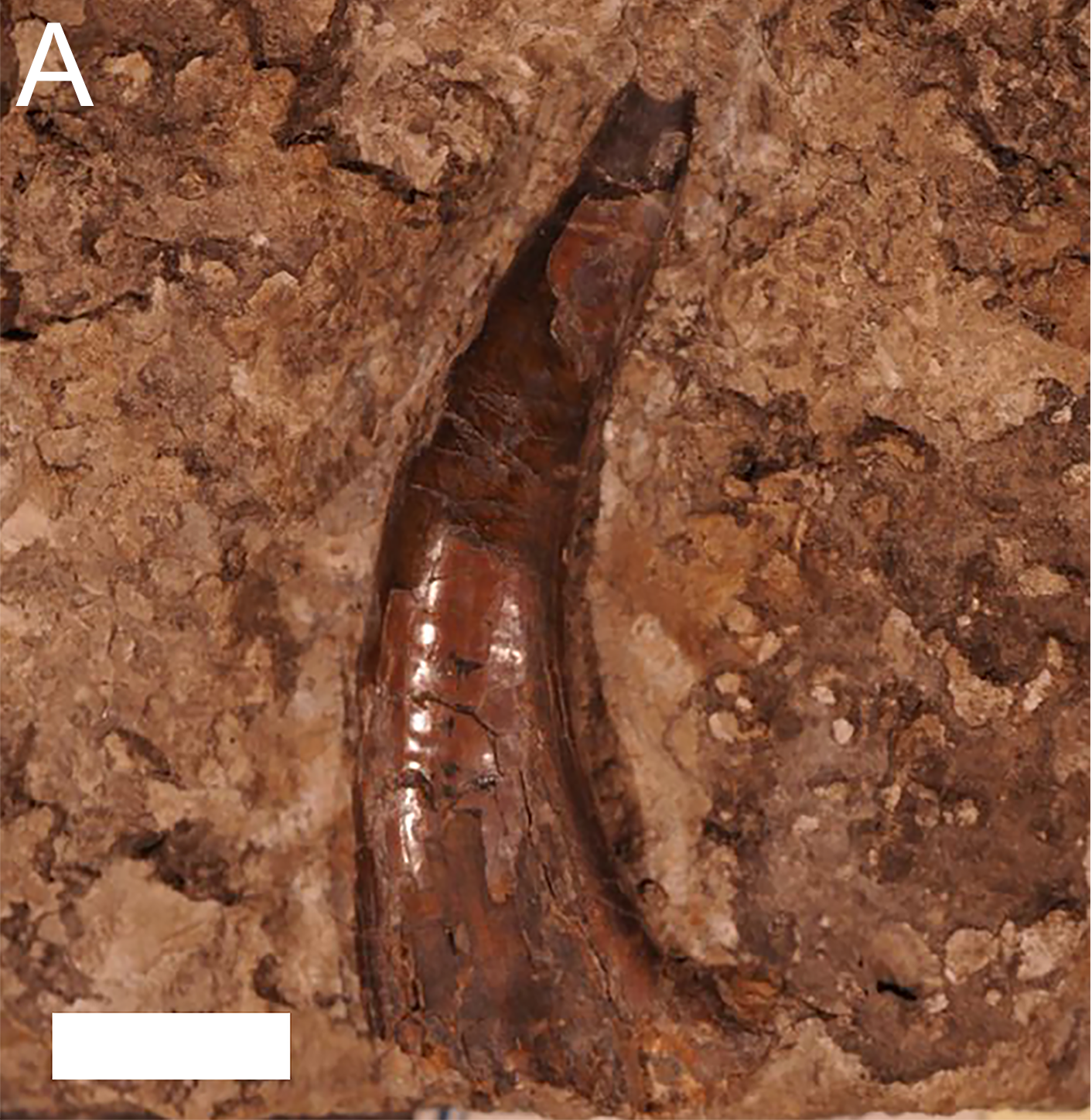
Un pez fosilizado del Devónico de Míchigan.

Sallan utiliza análisis de macrodatos (big data) para estudiar la macroevolución, enfocándose en la paleoictiología, y de esta manera identificar por qué algunas especies de peces persisten mientras que otras se extinguen. Se unió a la Universidad de Pensilvania en 2014, en donde dirige un laboratorio de investigación, que incluye estudiantes de pregrado y posgrado. En 2015 desarrolló un conjunto de datos de fósiles de peces con el entonces estudiante universitario Andrew Galimberti. Su análisis mostró que durante el período Devónico los vertebrados aumentaron gradualmente de tamaño, obedeciendo la regla de Cope. Ella continuó estudiando el evento Hangenberg, encontrando que especies de cuerpo pequeño y reproducción rápida dominan las comunidades posextinción. Investigó los fósiles del Aetheretmon y descubrió cómo los peces con aletas radiadas obtuvieron sus aletas caudales, que son distintas de las colas de los animales terrestres. Los fósiles fueron recuperados en Escocia e incluían algunos de los más pequeños (3 cm de largo).
Sallan compiló una base de datos completa de 3 000 fósiles de peces, con una edad de entre 360 y 480 millones de años atrás. Al investigalos descubrió que los primeros fósiles de vertebrados se encontraron cerca de la costa, tal vez debido a que los esqueletos eran más fuertes debido al impacto de las olas. Estudió 31 526 especies de peces y descubrió que las tasas de formación de especies nuevas ocurrían más rápido en los océanos más fríos, a una tasa dos veces mayor que los peces tropicales. Fue nombrada Profesora Asistente Martin Meyerson en Estudios Interdisciplinarios en la Universidad de Pensilvania en 2017. El puesto es para un "profesor destacado cuyas actividades ejemplifiquen la integración del conocimiento".

### Participación pública
Sallan fue una de las quince personas seleccionadas como becario TED en 2017. En abril de ese año impartió una charla titulada «Cómo ganar en la evolución y sobrevivir a una extinción masiva». Desarrolló una clase TED sobre por qué los peces tenían forma de pez y por qué no nadaban boca abajo. Apareció en el libro de divulgación científica Los fines del mundo, escrito por Peter Brannen. En 2018, Sallan recibió el Premio al Servicio Distinguido en Ciencias Médicas y Biológicas de la Universidad de Chicago.
En 2019, Sallan fue nombrado una de las 10 personas catedráticas TED. Dio una segunda charla TED, "Un breve recorrido por los últimos 4 mil millones de años (dinosaurios no incluidos)" en el TEDSummit 2019, en Edimburgo, Escocia.

## Premios y honores
- Premio Sylvester-Bradley 2009, Asociación Paleontológica[27]
- Premio Raney 2009, Sociedad Estadounidense de Ictiólogos y Herpetólogos[28]
- Premio Stensiö, Simposio Internacional de Vertebrados Tempranos/Vertebrados Inferiores 2015[29]
- Becario TED 2017[20]
- Premio al Servicio Distinguido por Logros Tempranos 2018, Universidad de Chicago[3]
- Premio de la Fundación Nacional de Ciencias (NSF) 2019[30]
- Becario sénior de TED 2019[25]